# (8595) Dougallii
(8595) Dougallii ist ein Asteroid des mittleren Hauptgürtels, der am 26. März 1971 von dem niederländischen Astronomenehepaar Cornelis Johannes van Houten und Ingrid van Houten-Groeneveld entdeckt wurde. Die Entdeckung geschah im Rahmen der 1. Trojaner-Durchmusterung, bei der von Tom Gehrels mit dem 120-cm-Oschin-Schmidt-Teleskop des Palomar-Observatoriums aufgenommene Feldplatten an der Universität Leiden durchmustert wurden, elf Jahre nach Beginn des Palomar-Leiden-Surveys.
Der mittlere Durchmesser des Asteroiden wurde mit 9,789 (±0,207) km berechnet. Die berechnete Albedo von 0,042 (±0,005) weist auf eine dunkle Oberfläche hin. Die Rotationsperiode von (8595) Dougallii wurde 2009 und 2020 von Brian D. Warner und 2020 von Nicolas Erasmus, John L. Tonry et al. untersucht. Die Lichtkurven reichten jedoch nicht zu einer Bestimmung aus.
Der Asteroid befindet sich in einer (3 −1 −1)-Bahnresonanz mit Jupiter und Saturn. Mittlere Sonnenentfernung (große Halbachse), Exzentrizität und Neigung der Bahnebene von (8595) Dougallii entsprechen grob der Dora-Familie, einer Gruppe von Asteroiden, die nach (668) Dora benannt ist. Der Asteroid gehört jedoch keiner definierten Asteroidenfamilie an.
(8595) Dougallii ist nach der Rosenseeschwalbe benannt, deren wissenschaftlicher Name Sterna dougallii lautet. Die Benennung erfolgte am 2. Februar 1999. Die Anfangsbuchstaben der Asteroiden (8585) bis (8600) bilden die Redewendung Per aspera ad astra.